# 瑞士法语广播电视
瑞士法语广播电视（法語：Radio télévision suisse，縮寫RTS）是一家瑞士公共广播机构，是瑞士广播公司的一部分。 RTS负责制作和播送瑞士境内的法语广播和电视节目。它由瑞士法语广播和瑞士法语电视于2010年1月1日合并成立。

## 历史
1968年瑞士首个彩色夜间电视节目在瑞士法语电视播出。

## 未来

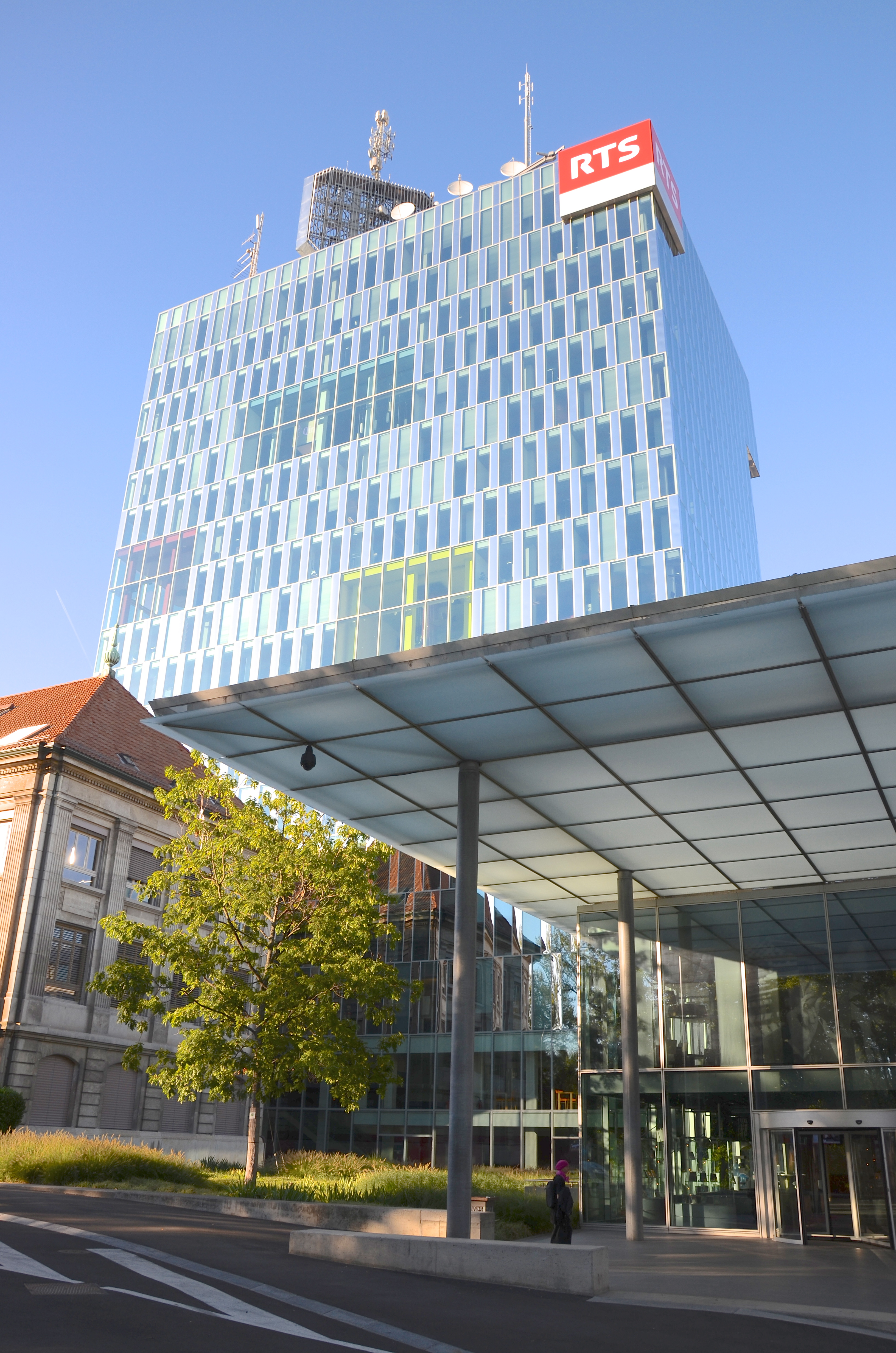
日内瓦的瑞士法语广播电视大楼

在保持其总部位于日内瓦的同时，瑞士法语广播电视计划在2019 - 2020年将它在洛桑的广播中心搬到洛桑大学城里。

## 广播

### 电台
瑞士法语广播 (RSR) 是RTS关于制作播放瑞士法语广播节目的部门
- La 1ère - 综合节目
- Espace 2 - 古典音乐和文化
- Couleur 3 - 青年节目
- Option Musique - 音乐节目
- World Radio Switzerland - 英语电台，已经脱离RTS，目前是私人电台

### 电视
瑞士法语电视 (TSR) 是RTS关于制作播放瑞士法语电视节目的部门
- RTS Un
- RTS Deux
- RTS Info